# Politieke versplintering
Politieke versplintering, versnippering of fragmentatie is de mate waarin het politieke landschap opgedeeld is in verschillende partijen of groeperingen. Politieke fragmentatie kan betrekking hebben op politieke partijen, politieke groeperingen of andere politieke organisaties. Het wordt meestal weergegeven met behulp van de methode effective number of parliamentary parties. In kiesstelsels worden de kiesdrempel en fractiedrempel ingezet om versplintering tegen te gaan.

Op het hoogtepunt tussen 2021 en 2023 bestond de Nederlandse Tweede Kamer uit 21 fracties; het hoogste aantal fracties ooit.

## Gevolgen van politieke fragmentatie
Wetenschappers, journalisten en politici hebben theorieën ontwikkeld over een aantal mogelijke effecten van politieke fragmentatie. Er wordt bijvoorbeeld gesteld dat een hogere fragmentatie ervoor zorgt dat standpunten binnen het gehele politieke spectrum beter vertegenwoordigd worden. Er wordt ook betoogd dat de duur van de vorming van een regeringscoalitie toeneemt met het aantal partijen en afneemt wanneer politieke groeperingen langer bestaan. Er wordt verondersteld dat de sterkte van deze effecten afhangt van de vraag of het de regering of de oppositie is die gefragmenteerd is. De politieke fragmentatie van parlementen heeft echter weinig causaal effect op een aantal dimensies van democratische kwaliteit. De theorie van de veto-speler voorspelt dat een hogere fragmentatie verband houdt met een grotere kans op een impasse, maar andere literatuur observeert geen toegenomen kans op een patstelling.

## Factoren die de mate van politieke fragmentatie beïnvloeden
De politieke fragmentatie, weergegeven door het 'effectieve aantal partijen', wordt ruwweg geschat met het zetel-productmodel en neemt toe met de omvang van gebruikte kieskringen en de omvang van het betreffende parlement. De politieke fragmentatie neigt ernaar om zich in de richting van een evenwicht te bewegen, afhankelijk van het kiesstelsel. De wet van Duverger voorspelt dat meerderheidsverkiezingen met een districtsomvang van één afgevaardigde in het voordeel zijn van een tweepartijenstelsel en dat evenredige vertegenwoordiging het aantal partijen vergroot. Bij evenredige vertegenwoordiging hebben kiesdrempels de neiging om het aantal partijen te verkleinen, omdat kiezers die op kleinere partijen stemmen een groter risico lopen dat hun stem verloren gaat.
Sterke autocraten kunnen de voorkeur geven aan een gefragmenteerd politiek systeem, terwijl zwakkere autocraten de voorkeur kunnen geven aan een laag niveau van partijfragmentatie.